# Galatea (sommergibile)
Il Galatea è stato un sommergibile della Regia Marina.

## Storia
Una volta in servizio fu assegnato alla X Squadriglia Sommergibili, basata a Brindisi.
Fu impiegato in vari viaggi d'addestramento lungo le coste italiane sino al 1937.
Al comando del tenente di vascello Vittore Raccanelli partecipò clandestinamente alla guerra di Spagna con una singola missione, dal 22 agosto al 5 settembre 1937; nel corso di tale missione cercò di silurare più volte diversi mercantili, senza risultati.
Nel settembre 1937 prese base a Tobruk.
Dopo l'ingresso dell'Italia nel secondo conflitto mondiale, il sommergibile – al comando del tenente di vascello Bruno Pilli – fu inviato a est di Tobruk, ma non avvistò navi avversarie; colto poi da alcuni guasti, dovette fare anticipatamente ritorno alla base.
In seguito la sua base fu spostata da Tobruk a Lero.
Il 22 marzo 1941, nell'ambito dei preparativi per l'operazione «Gaudo» – poi sfociata nel disastro di Capo Matapan – fu inviato 40 miglia a meridione di Caso e stazionò in quella zona dal 25 al 31 marzo, senza tuttavia individuare alcuna unità nemica.
Il 16 marzo 1942 il Galatea (al comando del tenente di vascello Mario Baroglio) individuò il motoveliero greco Zoodochos Pighi (170 tsl), che navigava, carico di benzina, nei pressi di Beirut. Dopo averlo cannoneggiato, lo fece abbandonare dall'equipaggio (che si allontanò su di una scialuppa), lo abbordò e piazzò a bordo una carica esplosiva, affondandolo. Nel frattempo aveva avvistato una nave scorta avversaria intenta a cercare sommergibili: si avvicinò e le lanciò un siluro, che però mancò l'obiettivo.
Il 21 novembre 1942 (lo comandava al momento il tenente di vascello Carlo Gladstone Cruciani) avvistò un piroscafo che procedeva sotto scorta al largo di Cap de Fer e lo attaccò con il lancio di quattro siluri, che però risultarono in parte difettosi; gli altri non andarono comunque a segno, perché il mercantile procedeva a zig zag.
Il 7 settembre 1943, nell'ambito del «Piano Zeta» di contrasto all'ormai imminente sbarco anglo-americano a Salerno, fu disposto in agguato tra il Golfo di Gaeta ed il Golfo di Paola, insieme ad altri dieci sommergibili.
In seguito all'annuncio dell'armistizio, diresse per Bona ove si consegnò agli Alleati.
Il 16 settembre 1943, assieme ad altri cinque sommergibili, fu trasferito a Malta con la scorta del cacciatorpediniere HMS Isis. Il 13 ottobre lasciò l'isola, assieme ad altri quattordici sommergibili, rientrando a Taranto.
Verso la fine dell'ottobre 1943 fu dislocato ad Haifa, da dove partecipò ad esercitazioni antisommergibile Alleate sino al novembre 1944.
Disarmato poi a Taranto, fu radiato il 1º febbraio 1948 e – unico superstite delle dodici unità della propria classe – avviato alla demolizione.
In tutto il Galatea aveva svolto 21 missioni offensivo-esplorative e 18 di trasferimento, per complessive 23.041 miglia di navigazione in superficie e 4.399 in immersione.